# 西尔维斯特·瓦雷拉
西尔维斯特·瓦雷拉（葡萄牙語： 1985年2月2日—）是一位葡萄牙职业足球运动员。現效力於葡超球隊比蘭倫斯，在场上担任边锋。他也是葡萄牙國家足球隊的成员，曾代表葡萄牙队出战2014年巴西世界杯。

## 俱乐部生涯

### 里斯本竞技
瓦雷拉是一名里斯本竞技青年队培养出来的成员。瓦雷拉出生在葡萄牙塞图巴尔区的阿爾馬達。在早年曾被租借至卡萨皮亚、塞图巴尔 。瓦雷拉在青年时期常常是葡萄牙U21队的成员。
在2007–08赛季西班牙足球甲级联赛里瓦雷拉同球队的另外两名球员一起为西班牙的韦尔瓦足球俱乐部效力。在西班牙足球甲级联赛经过一段不尽人意的时间后，他在2008年7月回到了里斯本竞技，马上被卖到了阿马多拉之星。

### 波尔图
在2008年至2009年葡萄牙足球超级联赛结束前, 2009年5月，瓦雷拉以自由球员的身份与波尔图签下了一份为期四年的合同，这份合同从7月开始生效。2009年至2010年葡萄牙足球超级联赛期间他的进球数仅仅少于，排在队内射手榜第二位。但是2010年3月，他在训练时腓骨断裂。将会缺席接下来的比赛，同时不得不落选2010年南非世界杯的名单。最后波尔图获得了联赛第三名的成绩。
在2011年至2012年葡萄牙足球超级联赛中，新教练维克托·佩雷拉走马上任。瓦雷拉在一线队的角色不再重要。2012年2月12日在欧足联欧洲联赛中，瓦雷拉在面对曼城的比赛中打进一球，但球队最终1-2输掉了比赛。

### 外借西布朗
2014年8月24日華利拿被借用到英超球會西布朗一個球季。

## 国家队生涯

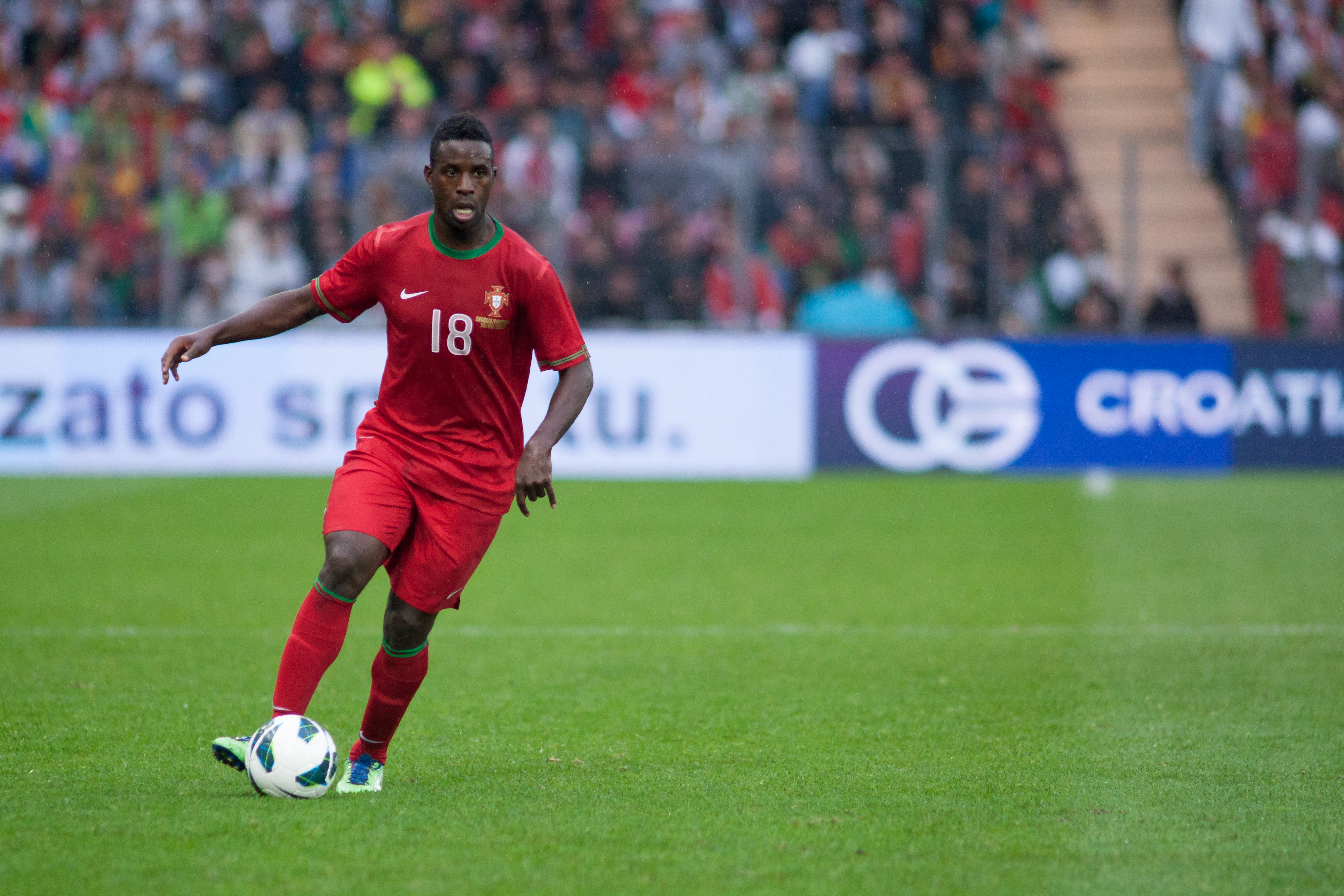
2013年，瓦雷拉在对阵克罗地亚时带球。

瓦雷拉凭借在波尔图时的出色表现，他在2010年3月3日在一场葡萄牙对阵中国的友谊赛中下半场替补登场，这是他的国家队首秀。2011年3月26日，在一场在哥伦比亚进行的足球赛中，他攻入一球，帮助球队1-1平智利。
2012年欧洲杯，瓦雷拉被葡萄牙國家隊主教练保羅·选入了23人大名单。
2014年5月。瓦雷拉的名字出现在2014年巴西世界杯的23人大名单上。6月23日，他在对阵美国 的比赛中替补登场，在比赛伤停补时最后时刻打入一球，帮助球队逼平美国，保有出线的最后希望。

### 国家队进球
| # | 日期           | 地點 | 對賽球隊 | 入球 | 賽果 | 競賽                        |
| - | -------------- | ---- | -------- | ---- | ---- | --------------------------- |
| 1 | 2011年3月26日  |      | 智利     | 1–0  | 1–1  | 友谊赛                      |
| 2 | 2012年6月13日  |      | 丹麦     | 2–3  | 2–3  | 2012年欧洲杯                |
| 3 | 2012年9月11日  |      |          | 1–0  | 3–0  | 2014年世界杯外围赛 (欧洲区) |
| 4 | 2013年10月15日 |      | 盧森堡   | 1–0  | 3–0  | 2014年世界杯外围赛 (欧洲区) |
| 5 | 2014年6月22日  |      | 美国     | 2–2  | 2–2  | 2014年巴西世界杯            |

## 荣誉
波尔图
- 欧足联欧洲联赛:2010–11赛季冠军
- 葡萄牙足球超级联赛: 2010–11，2011–12，2012–13赛季冠军
- 葡萄牙杯: 2009–10，2010–11赛季冠军
- 葡萄牙超级杯: 2009，2010，2011，2012，2013年冠军
- 欧洲超级杯:2011年第二名
- 葡萄牙联赛杯:2009–10, 2012–13赛季第二名